# Uroxys brevis
Uroxys brevis är en skalbaggsart som beskrevs av Waterhouse 1891. Uroxys brevis ingår i släktet Uroxys och familjen bladhorningar. Inga underarter finns listade i Catalogue of Life.